# Возниця
Возниця (словац. Voznica) — село, громада округу Жарновиця, Банськобистрицький край, центральна Словаччина, регіон Теков. Кадастрова площа громади — 17,18 км². Протікає річка Рихнава.
Населення 653 осіб (станом на 31 грудня 2017 року).

## Історія
Возниця вперше згадується в 1075 році.

## Населення
| Рік:            | 1994. | 2004.   | 2014.   | 2024.   |
| --------------- | ----- | ------- | ------- | ------- |
| Кількість осіб: | 620   | 653     | 650     | 640     |
| Різниця:        |       | +5,32 % | -0,45 % | -1,53 % |

| Рік:            | 2023. | 2024. |
| --------------- | ----- | ----- |
| Кількість осіб: | 640   | 640   |
| Різниця:        |       | +0 %  |